# Scapanus townsendii
Scapanus townsendii е вид бозайник от семейство Къртицови (Talpidae).

## Разпространение
Видът е разпространен в Канада (Британска Колумбия) и САЩ (Вашингтон, Калифорния и Орегон).